# Eduardo Garrido (dramaturgo)
Eduardo Garrido (Lisboa, 20 de outubro de 1842 — Gaeiras, 20 de dezembro de 1912) foi um dramaturgo, poeta, compositor, tradutor e teatrólogo português, que obteve grande sucesso nos teatros lisbonenses e fluminenses, em finais do século XIX e início do século XX.

## Biografia
Eduardo Garrido teve extensa participação na vida teatral do eixo Portugal-França-Brasil. Através dos jornais que circulavam no Brasil do século XIX, é possível notar a abundância de encenações que levaram aos palcos textos deste dramaturgo. Entre mágicas, operetas, comédias, traduções e adaptações, são atribuídas a Eduardo Garrido dezenas de peças. Em crónica que Arthur Azevedo (AZEVEDO, 1893) dedica ao amigo, o brasileiro revela que não há um número preciso, mas passam de duzentas, as peças escritas por Garrido.
Eduardo Garrido esteve algumas vezes no Brasil e, independentemente do tempo que aqui tenha permanecido, marcou significativamente a história do teatro brasileiro. Em dezembro de 1870, o Diário de Notícias do Rio de Janeiro notifica, pela primeira vez, a vinda do dramaturgo português ao Brasil. Na ocasião, o autor fora convidado por Furtado Coelho, com quem estabelecera grande parceria, assinando a autoria de diversos espetáculos representados no Teatro São Luiz, do Rio de Janeiro, do qual o ator  era também proprietário. Depois dessa data, o nome de Eduardo Garrido começou a aparecer centenas de vezes nos jornais da capital brasileira. São Paulo, Campinas, Recife, Amazonas e outras regiões, minimamente urbanizadas daquela época, também abrigaram espetáculos escritos pelo dramaturgo, segundo dados da própria Hemeroteca. Desta feita, pode-se dizer que Eduardo Garrido também é um dos responsáveis pela invasão deste género na cena teatral brasileira das últimas décadas do século XIX.
Eduardo Garrido faz parte de uma geração de autores teatrais pouco pesquisados, devido ao teor cómico e popular de sua produção, considerada, durante décadas, menos literária do que dramas e tragédias, por exemplo. Estudos recentes, porém, começam a desvendar a importância da dramaturgia musicada do século XIX, não só para a época em que foi produzida – o final do século XIX – mas para todo o caminhar do teatro que a sucedeu. Além de ter criado uma infinidade de peças, Garrido trabalhou intensamente como tradutor e adaptador de textos de outros grandes autores do seu tempo, tais como Henri Meilhac e Ludovic Halévy, parceiros do compositor francês Jacques Offenbach, principal compositor de operetas francesas.
Eduardo Garrido, apesar de ser português, numa época em que grande parte dos artistas de teatro do Brasil também era, trabalhou de modo a angariar a empatia do público popular. Por exemplo, no repertório de Eduardo Garrido há a tradução do melodrama Sinos de Corneville (do original francês Les Cloches de Corneville, de Clairville e Charles Gabet), que obteve muito sucesso e foi encenada muitas vezes, tanto no Brasil quanto em Portugal. Para além da tradução, que era invariavelmente livre, sem se ater demasiado ao original, consta também que tenha rodado pelos teatros da Corte uma adaptação da mesma peça, feita pelo próprio Garrido, cujo título é Sinos de Corneville em Pindamonhangaba, com clara intenção de abrasileirar o texto francês.
No teatro da Phenix Dramática, foi encenada a paródia Phenix na Roça, adaptada de uma comédia francesa. Na edição do jornal A reforma, do dia 2 de setembro de 1871, há uma matéria relacionada à estreia desta paródia. Segundo o jornal, é uma feliz paráfrase, na qual o “tradutor ou imitador, o Sr. Garrido, procurou com muito acerto dar à obra uma tal ou qual cor local” (A REFORMA, 1871, p.1).
Sabe-se que ele estabeleceu moradia em Lisboa, Rio de Janeiro e Paris, e em todos estes lugares produziu textos dramatúrgicos. Além do material jornalístico, encontramos algumas publicações que nos ajudam a elucidar informações sobre Garrido. Dentre elas, a Carteira do artista: apontamentos para a historia do theatro portuguez e brazileiro, de Sousa Bastos, na qual o autor faz questão de destacar a sua proximidade e amizade com Garrido, bem como outros aspetos sobre a postura intelectual do autor e sua obra como um todo.

## Obras[5][6][7]
- A Bengala (1864, poema);
- Mosaico (1883, poema);
- O Solar da Rocha Azul (1881);
- Fatinitza (1882, tradução);
- O Cometa (1882, com Arthur Azevedo);
- A Terra das Maravilhas (1886, com Arthur Azevedo e João Cavalcanti Ribeiro da Silva);
- A Ponte do Diabo (1891, tradução);
- O Gato Preto (1891);
- A Pêra de Satanás (1892);
- O Barbeirinho de Sevilha (1892, adaptação);
- O Filho do Averno (1893);
- Doutor Grama (1894);
- Pum! (1894);
- O Mártir do Calvário (1902);
- O Bico do Papagaio (1905);
- Os Sinos de Corneville (1905, tradução);
- O Pacto Infernal (1906);
- A Bohemia (1908);
- A Filha do Ar (1908, adaptação);
- A Mascote (1908, tradução);
- A Périchole (1908, tradução);
- As Tangerinas Mágicas (1908, imitação);
- Boccacio (1908, tradução);
- Madame Favart (1908, tradução);
- Novo Favart (1908, tradução);
- Nelly Rosier (1914, tradução, 1.ª parte);
- Um Velho Amigo (1915);
- Nelly Rosier (1917, tradução, 2.ª parte);
- A Grã-Duquesa de Girolstein (tradução);
- As Mil e uma Noites;
- A timidez de Cornélio Guerra (imitação);
- Enquanto as rosas durarem (tradução);
- Major! (imitação);
- Mosquitos por cordas! (tradução);
- Nove mil réis d’alviçaras (tradução);
- O hotel da barafunda (tradução, com Schwalbach Lucci);
- Por um triz! (imitação);
- Totó (tradução);
- Uma noite em flor-da-rosa (imitação);